# Melchmus
Melchmus – zapożyczenie z języka niemieckiego od wyrazu Milchmus; staropolska odmiana leguminy. Przygotowywana z gotowanego mleka, masła i cukru, do zagęszczenia służyły żółtka i mąka. Przyprawiana jest cynamonem.